# Norbert Wolscht

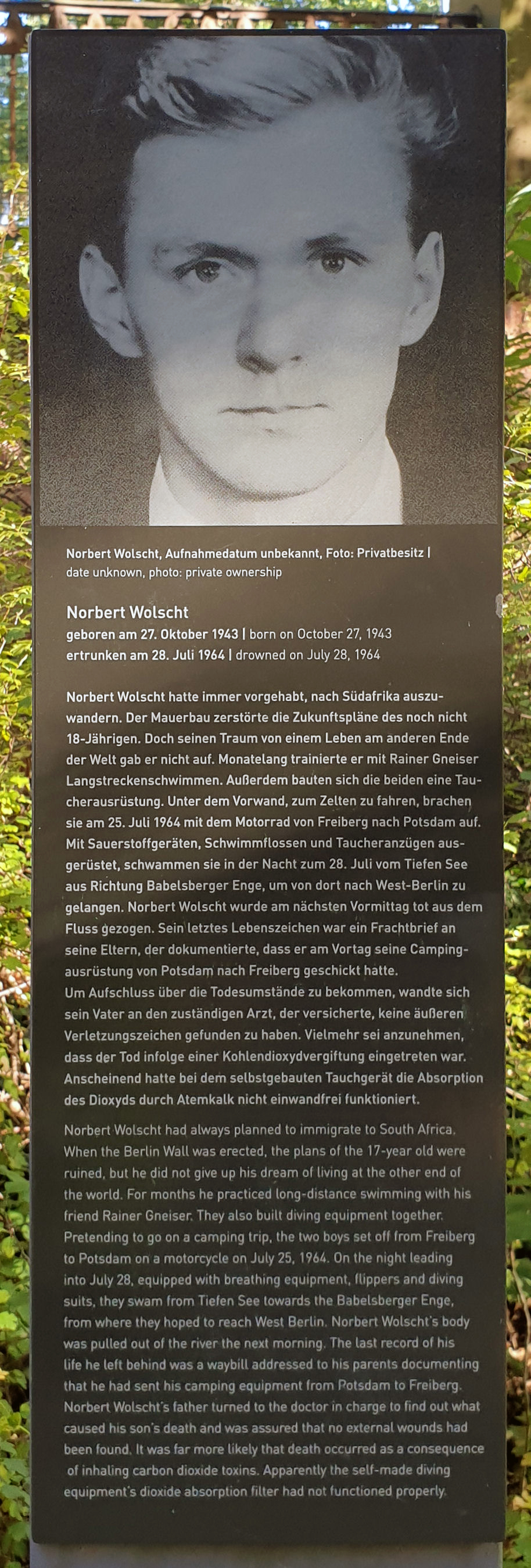
Gedenktafel in Klein Glienicke

Norbert Wolscht (* 27. Oktober 1943 in Greiffenberg; † 28. Juli 1964 in Potsdam) war ein Todesopfer an der Berliner Mauer. Er ertrank bei einem Fluchtversuch aus der DDR in der Havel.

## Leben
Norbert Wolscht wurde in Greifenberg geboren. Nach dem Zweiten Weltkrieg wurde die Familie ohne den Vater, der in Kriegsgefangenschaft war, aus dem nun zu Polen gehörenden Ort vertrieben. Über eine Station in Görlitz kamen sie nach Freiberg, wo Verwandte lebten. In Freiberg lernte er seinen späteren Mitflüchtling Rainer Gneiser kennen. Nach der Mittleren Reife begann er eine Lehre zum Dreher. Norbert Wolscht träumte von einem Leben in Südafrika. Seit dem Sommer 1963 plante er mit seinem Freund Rainer Gneiser die Flucht aus der DDR. Gneiser hatte schon einen gescheiterten Fluchtversuch hinter sich. Zusammen trainierten sie schwimmen und bauten eine Taucherausrüstung. 
Am 25. Juli 1964 fuhren sie unter dem Vorwand, zelten zu wollen, mit dem Motorrad aus Freiberg weg Richtung Potsdam. Vermutlich wollten sie vom Tiefen See zwischen Potsdam und Babelsberg unter Wasser die Havel entlang nach West-Berlin tauchen. Grenztruppen der DDR fanden die Leiche von Norbert Wolscht am 28. Juli. Rainer Gneisers Leiche wurde eine Woche später am Babelsberger Ufer der Havel gefunden. Die Obduktionen der Leichen ergaben, dass Norbert Wolscht am 28. Juli um 2 Uhr morgens an einer Kohlendioxidvergiftung starb. Der selbst gebaute Atemregler filterte das Kohlendioxid nicht richtig. Die Ermittlungen des Volkspolizeikreisamts Potsdam endeten mit dem Ergebnis, dass die beiden bei einem Unglücksfall starben. 
Das letzte dokumentierte Lebenszeichen ist ein Frachtbrief vom 27. Juli, in dem Norbert Wolscht seine Camping-Ausrüstung an seine Eltern zurückschickte.